# Padma
Die Padma (bengalisch: পদ্মা, Padmā, „Lotosblüte“) ist der knapp 120 Kilometer lange vorletzte Abschnitt des nach Volumen größten Stromes von Asien.

## Verlauf
Als Padma gilt heute vor allem der Abschnitt, der mit dem Zusammenfluss des Ganges und des größeren Brahmaputra (im unteren Abschnitt Jamuna genannt) beginnt und an der Mündung der weiter südöstlich, bei Chandpur, von links zuströmenden Oberen Meghna endet. Der Strom führt danach, auf den letzten 130 Kilometern bis zur Mündung in den Golf von Bengalen, den Namen Untere Meghna. Umgangssprachlich wird in Bangladesch aber auch der unterste Hauptstrang des Ganges Padma genannt, etwa ab dem früheren (heute durch einen Kanal ersetzten) Abzweigungspunkt des nach Süden fließenden Bhagirathi, der später als Hugli im Bereich von Kolkata den Golf von Bengalen erreicht. Dieser Padma-Ganges hat eine natürliche (heute durch menschliche Eingriffe verminderte) mittlere Wasserführung von rund 11.400 m³/s. Er vereinigt sich in der Nähe von Aricha und Shivalaya mit der Jamuna, dem Hauptstrom des Brahmaputra in Bangladesch, dessen mittlerer Abfluss 20.100 m³/s beträgt. Die folgende eigentliche Padma bildet ein fast geradliniges Flussbett von 3 bis 8 Kilometern Breite, dessen flache Bereiche oft mit Sandbänken durchsetzt sind, und dessen Stromrinnen über 30 Meter Tiefe erreichen können.

## Flussgeschichte und Namengebung

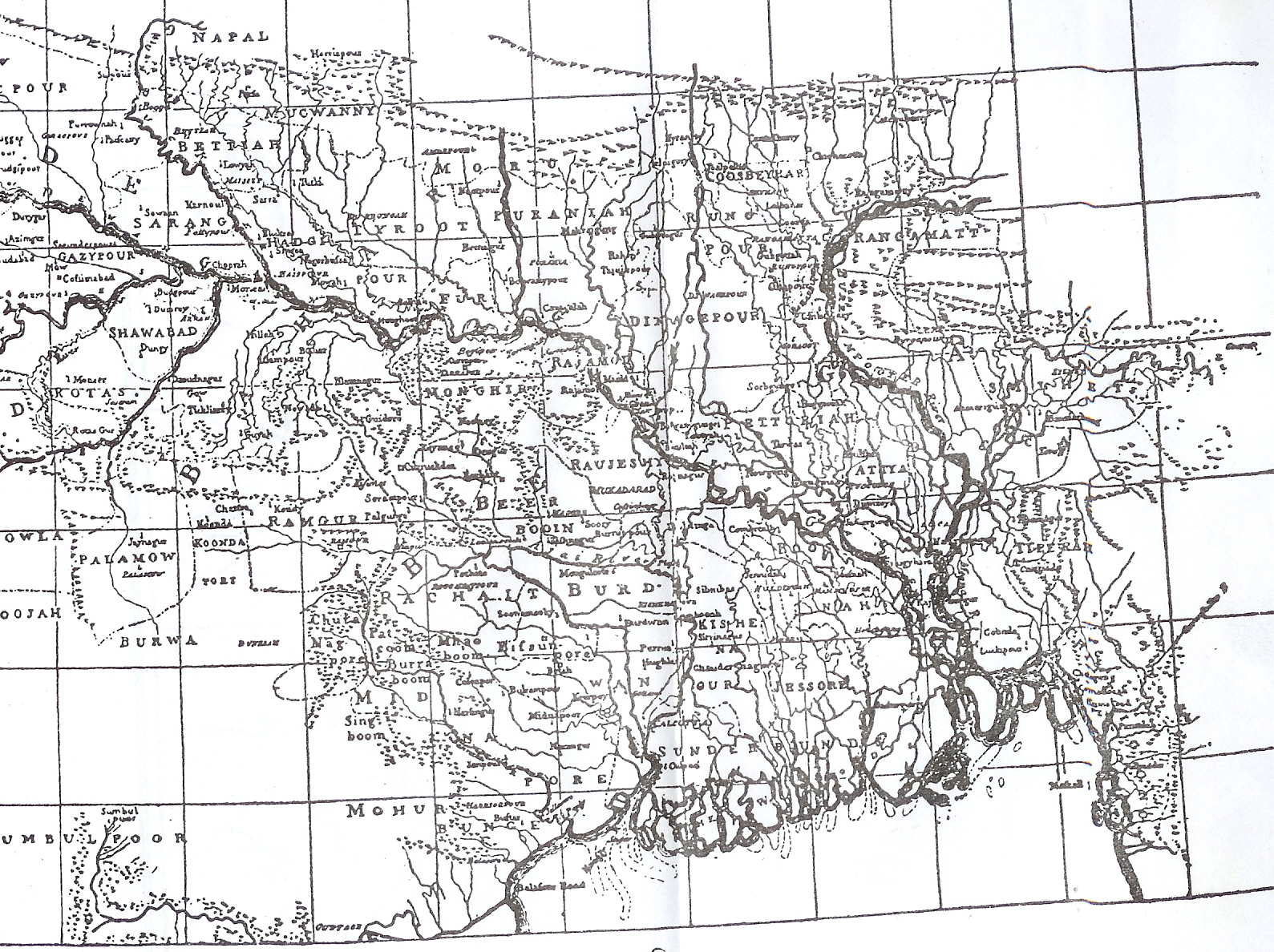
Der von Rennel 1764 kartierte Zustand, Brahmaputra und Ganges getrennt (Padma im je 3. Quadranten von rechts und unten)

Nach mehreren großräumigen Flussverlagerungen innerhalb dieses Stromsystems in den vergangenen 250 Jahren ist die Padma heute der Teil des Hauptstranges Tsangpo–Brahmaputra–Jamuna–Padma–Untere Meghna, der zwischen den Mündungspunkten der beiden größten Nebenflüsse liegt, nämlich des von rechts kommenden Ganges und der von links kommenden Meghna. Im 18. Jahrhundert jedoch war die Padma neben dem Bhagirathi der linke von zwei gleichrangigen Mündungsarmen des Ganges, die beide unmittelbar ins Meer mündeten. Ein heutiger Nebenarm der Jamuna, Alter Brahmaputra genannt, markiert den damaligen Verlauf des Brahmaputra, der so weit im Osten verlief, dass die beiden Flüsse nahezu getrennt voneinander in den Golf von Bengalen mündeten. Diese einstige Situation spiegelt sich noch immer in der Namengebung, auch wenn die Hauptströme heute ganz anders verlaufen. So erklärt sich die Namensgleichheit ganz unterschiedlicher Flussabschnitte wie bei Brahmaputra, Meghna oder Padma und auch die Namensvielfalt im Verlauf des genannten Hauptflusses. Die Verlagerungen des Ganges zum Padma-Arm und des Brahmaputra nach Westen, also ebenfalls zur Padma hin, wird zum einen durch tektonische Hebung im westlichen Gangesdelta erklärt und zum anderen als Folgen eines Erdbebens im Jahre 1782 und einer Hochwasserkatastrophe im Jahre 1787, während derer auch der große Nebenfluss Tista seinen Lauf vom Ganges zum Brahmaputra verlagerte.

## Nutzung
Rund 15 Kilometer vor dem Grenzübertritt des Ganges von Indien nach Bangladesch bei Shibganj (Chapai Nababganj) wird am 1974 erbauten Farakka-Staudamm ein großer Teil des Wassers abgeleitet und dem Bhagirathi-Arm zugeleitet, mit der Folge, dass in Trockenperioden die unterhalb in Bangladesch bewässerten Böden versalzen und die Schifffahrt auf dem Fluss behindert ist. Die Ableitung dient vor allem der Schifffahrt auf dem Hugli im Bereich von Kalkutta.
Weiter unterhalb wird der hier bereits Padma genannte Ganges von der 1,6 Kilometer langen Hardinge-Brücke überspannt, die von 1910 bis 1915 erbaut wurde. Nur 300 Meter flussabwärts von dieser befindet sich die 1997–2004 erbaute Lalon-Shah-Straßenbrücke. Am Unterlauf wurde am 25. Juni 2022 die seit 2015 errichtete Padma-Brücke eröffnet, die mit 6,51 Kilometern die längste Brücke Südasiens ist.